# Símbolos adinkra (física)

Ejemplo de símbolos adinkra.

En supergravedad y en teoría de representación supersimétrica, los símbolos adinkra son una representación gráfica de álgebras supersimétricas. Matemáticamente pueden describirse como grafos simples, conexos, finitos y coloreados que son bipartitos y n-regulares. Su nombre deriva de los símbolos asantes del mismo nombre.

## Ejemplo
Una aproximación a la teoría de representación de superálgebras de Lie es restringir la atención a las representaciones en una dimensión espacio-temporal y con {\displaystyle N} generadores de supersimetría, esto es, a superálgebras {\displaystyle (1|N)}. En este caso, la relación algebraica entre los generadores de supersimetría se reduce a
{\displaystyle \{Q_{I},Q_{J}\}=2i\delta _{IJ}\partial _{\tau }}.
Aquí, {\displaystyle \partial _{\tau }} denota la derivada parcial respecto a la coordenada espacio-temporal. Un modelo simple del álgebra {\displaystyle (1|1)} consiste en un único campo bosónico {\displaystyle \phi }, un campo fermiónico {\displaystyle \psi }, y un generador {\displaystyle Q} que actúa como
{\displaystyle Q\phi =i\psi },
{\displaystyle Q\psi =\partial _{\tau }\phi }.
Dado que en este caso solo existe un generador de supersimetría, la relación de la superálgebra se reduce a {\displaystyle Q^{2}=i\partial _{\tau }}, lo que se cumple claramente. Se puede representar gráficamente este álgebra usando un vértice sólido, un vértice hueco y una única arista coloreada conectándolos.